# 多德尔河

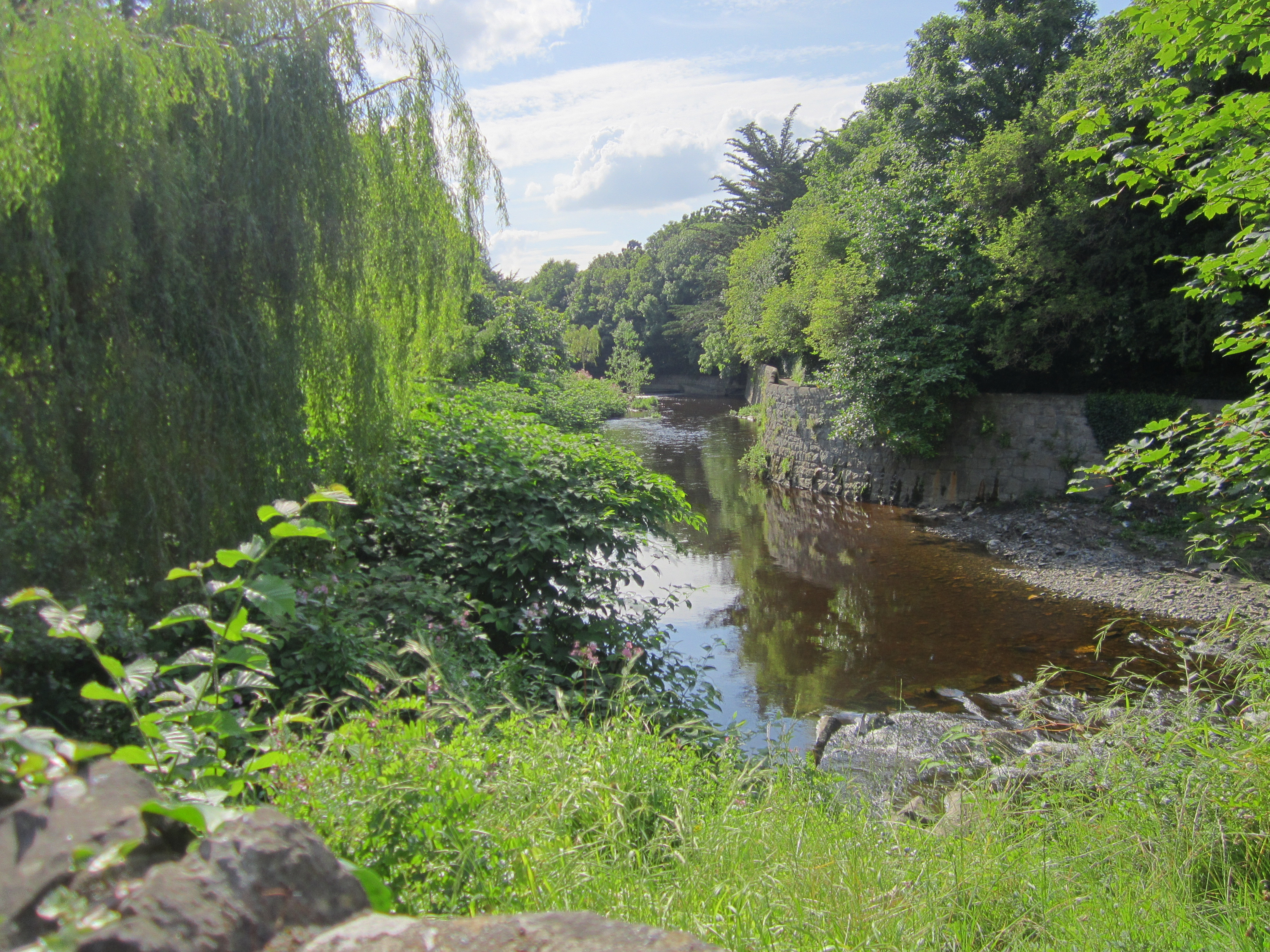
多德尔河

多德尔河是爱尔兰都柏林三条主要河流之一，其它两条是利菲河和托爾卡河。多德尔河也是利菲河的最大支流，长约26 km（16 mi）。